# Pavel Pafko
Pavel Pafko (* 3. července 1940 Bratislava) je český břišní a hrudní chirurg, v letech 1992–2010 přednosta III. chirurgické kliniky 1. lékařské fakulty Univerzity Karlovy v Praze a Fakultní nemocnice Motol.
Mediální známost získal v prosinci 1996 operativním odstraněním plicního nádoru prezidentu republiky Václavu Havlovi. V prosinci 1997 provedl se svým týmem první transplantaci plic na území České republiky.
Prezident republiky Miloš Zeman jej v roce 2013 vyznamenal medailí Za zásluhy. V roce 2016 byl pasován na rytíře českého lékařského stavu a cenu Arnošta Lustiga obdržel za rok 2020.

## Osobní život
Narodil se roku 1940 v Bratislavě, metropoli Slovenské republiky. Otec Gejza Pafko (* 1910) byl Slovák pocházející ze Solivaru, obce, která se později stala součástí Prešova. Na pražské Univerzitě Karlově studoval od roku 1933. Absolvoval na ní Právnickou fakultu. Matka (* 1906) byla Češka, která se narodila v Heřmaničkách a s rodinou poté žila v Holešovicích. Vychodila školu spravovanou řádovými sestrami, kde získala všeobecné a kulturní vzdělání. Manželé po sňatku v roce 1937 bydleli v Košicích. Po maďarském záboru Košic na jaře 1939 se rodina přestěhovala do Bratislavy, kde se Pavel Pafko narodil. O rok později přišla na svět jeho sestra Angela Pafková (* 1941). Během druhé světové války pak s matkou vyrůstali v podtatranském Važci. Po skončení války žila celá rodina v Bratislavě.
Po bratislavské střední škole studoval od roku 1957 lékařství na pražské Fakultě všeobecného lékařství Univerzity Karlovy. Ve třetím ročníku se stal demonstrátorem na Anatomickém ústavu, na němž působil do ukončení studia. Promoce se uskutečnila v červnu 1963 a od září téhož roku nastoupil na roční základní vojenskou službu, kterou jako lékař absolvoval na letecké základně v Čáslavi.

## Lékařská kariéra
Po vojenské službě se vrátil na Anatomický ústav FVL UK, kde již působil jako posluchač lékařství. Vedle pedagogické činnosti praktikoval noční služby na různých odděleních nemocnice Na Františku.
Od června 1966 začal pracovat na III. chirurgické klinice FVL UK v Londýnské ulici, na níž strávil celý svůj profesní život. Jeho učiteli chirurgie se na klinice stali zejména tehdejší přednostka docentka Olga Vaněčková a její nástupce profesor František Řehák.
V roce 1968, v období před invazí vojsk Varšavské smlouvy do Československa, obdržel nabídku na roční pracovní pobyt v západoněmeckém Nordhornu, kam bez znalosti němčiny odjel již po vpádu vojsk 17. září téhož roku. Hlavní náplní práce byla aplikace anestezie. Po návratu na pražskou kliniku v roce 1970 pokračoval jako sekundář na traumatologickém oddělení, jehož vedoucím se stal roku 1973. Rok předtím složil druhou atestaci z chirurgie, praktickou část – operaci, vykonal v Nemocnici Na Bulovce u profesora Knoblocha. Následně z oddělení přešel na operativu jícnů a plic k profesoru Řehákovi.
V roce 1981 se stal kandidátem věd (CSc.) a o pět let později byl jmenován docentem Univerzity Karlovy, když obhájil práci na téma vstřebávání alkoholu a acylpyrinu po resekci žaludku. Vzhledem k faktu, že nebyl členem Komunistické strany Československa, musel – podle vlastních slov –, pro úspěšné dokončení habilitačního řízení zahájit studium VUMLu na Filozofické fakultě UK. V roce 1989 obdržel titul doktor věd (DrSc.) na téma karcinomu jícnu, když sběr materiálu trval tři roky. Po sametové revoluci, roku 1990, byl jmenován profesorem chirurgie Univerzity Karlovy. Do zrušení titulu doktor věd poté působil jako předseda celostátní komise pro udělování titulů DrSc. v chirurgii.
V roce 1992 se stal přednostou III. chirurgické kliniky, jejíž vedení převzal po profesoru Řehákovi. V širší povědomí vstoupil chirurgickým odstraněním plicního nádoru prezidentu republiky Václavu Havlovi v prosinci 1996. Následná mediální kritika na nevyhovující podmínky budovy v Londýnské ulici pro prezidenta republiky jej vedla k prosazení přestěhování sídla kliniky do volných prostor ve Fakultní nemocnici v Motole, kde pracoviště zahájilo činnost v září 1997.
Od roku 1994 se začal s týmem připravovat na transplantaci plic. Absolvoval studijní pobyty v Londýně a Harefieldu. Poté začal s kolegy dojíždět na přední evropské pracoviště Allgemeines Krankenhaus Wien v rakouské metropoli, kde získávali praxi pod vedením profesora Waltera Klepetko. V prosinci 1997 pak ve FN Motol provedl první transplantaci plic v České republice. Doba pooperačního života pacienta činila sedm let. Vedení transplantací zanechal po sté operaci a roku 2010, v sedmdesáti letech, opustil funkci přednosty kliniky a jeho nástupcem se stal Robert Lischke.
Pracovní stáže absolvoval mimo jiné v New Yorku, Pittsburgu, Torontu, Moskvě, Lipsku a Uppsale.
V prosinci 2020 se stalo na sociálních sítích virální jeho přeřeknutí, když se jako první lékař nechal očkovat proti nemoci covid-19.

## Soukromý život
Od roku 1966 je ženatý s Hanou Pafkovou, která vystudovala Přírodovědeckou fakultu Univerzity Karlovy v Praze. Následně se zabývala výzkumem biologických účinků elektromagnetických polí ve Státním zdravotním ústavu.
Do manželství se narodily tři dcery Barbora, Hana a Pavla Pafkovy.

## Citáty
| „          | Jsem Čechoslovák bez pomlčky. Tak jsem vyrůstal, máma z Holešovic, táta z Východního Slovenska, nikdy jsem rozdíly nevnímal. | “ |
| — P. Pafko | |   |

| „          | Jen nad operačním stolem se člověk vycvičí, dosáhne zručnosti, nabude klidu a odvahy rozhodnout … Dobrý chirurg nesmí tápat. Situace vyžaduje jednoznačná rozhodnutí. | “ |
| — P. Pafko | |   |